# Montes Alpes
Los Montes Alpes son una cadena montañosa de la luna, situada entre el Mare Imbrium y el Mare Frigoris. El nombre fue puesto por el astrónomo Johannes Hevelius en referencia a la cordillera de los Alpes terrestres.
La cordillera tiene una longitud de 281 km y una anchura máxima de unos 80 km, que alberga varios picos con una altura media de 2400 m. Viene delimitada en sus extremos por el cráter Platón en el noroeste y el cráter Cassini en el sureste. La cordillera se encuentra dividida en dos mitades por el Vallis Alpes (Valle de los Alpes), de 130 km de longitud y 11 km de anchura, bordeada por gargantas de 1000 m de altitud. 
El pico más alto de la cordillera es el Mons Blanc con 25 km de anchura y 3600 m de altitud. En el extremo sureste de la cordillera se encuentran el Promontorio Deville, con una anchura de 16.56 km y una altura de 1300 m, y el Promontorio Agassiz, con una anchura de 18.84 km y una altitud de 2470 m. Los promontorios (promontorium) son el equivalente lunar de un cabo terrestre.
Los Montes Alpes constituyen uno de los fragmentos supervivientes del anillo central de un conjunto original de tres formados por el impacto que causó la formación de la cuenca del Mare Imbrium hace unos 3850 millones de años.

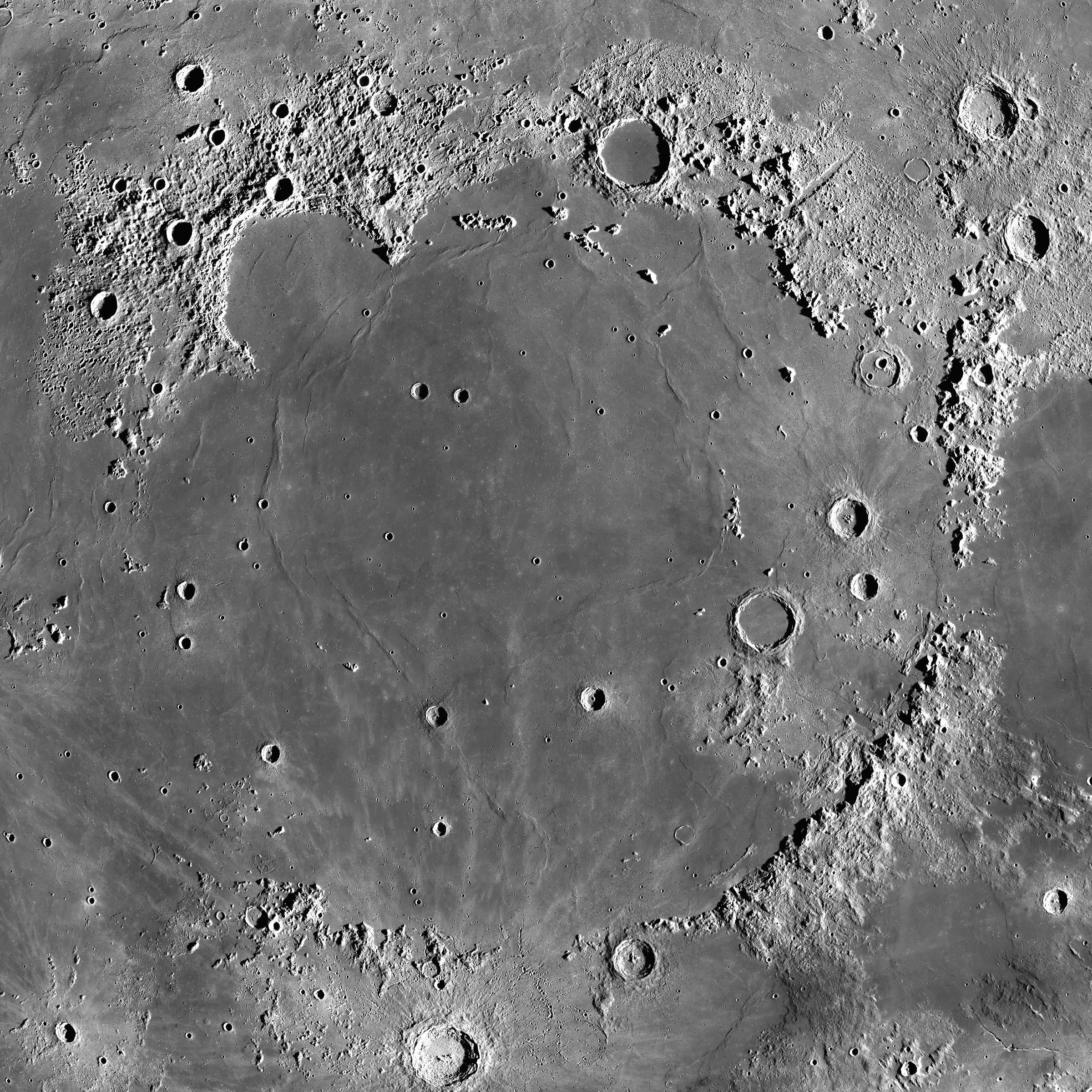
Mare Imbrium
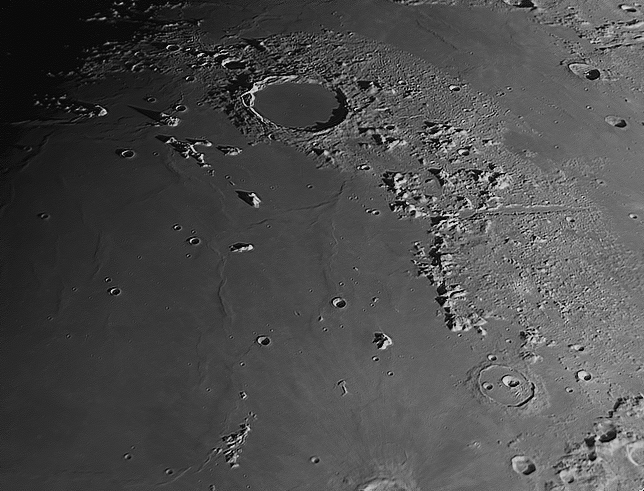
A la derecha de la imagen los Montes Alpes
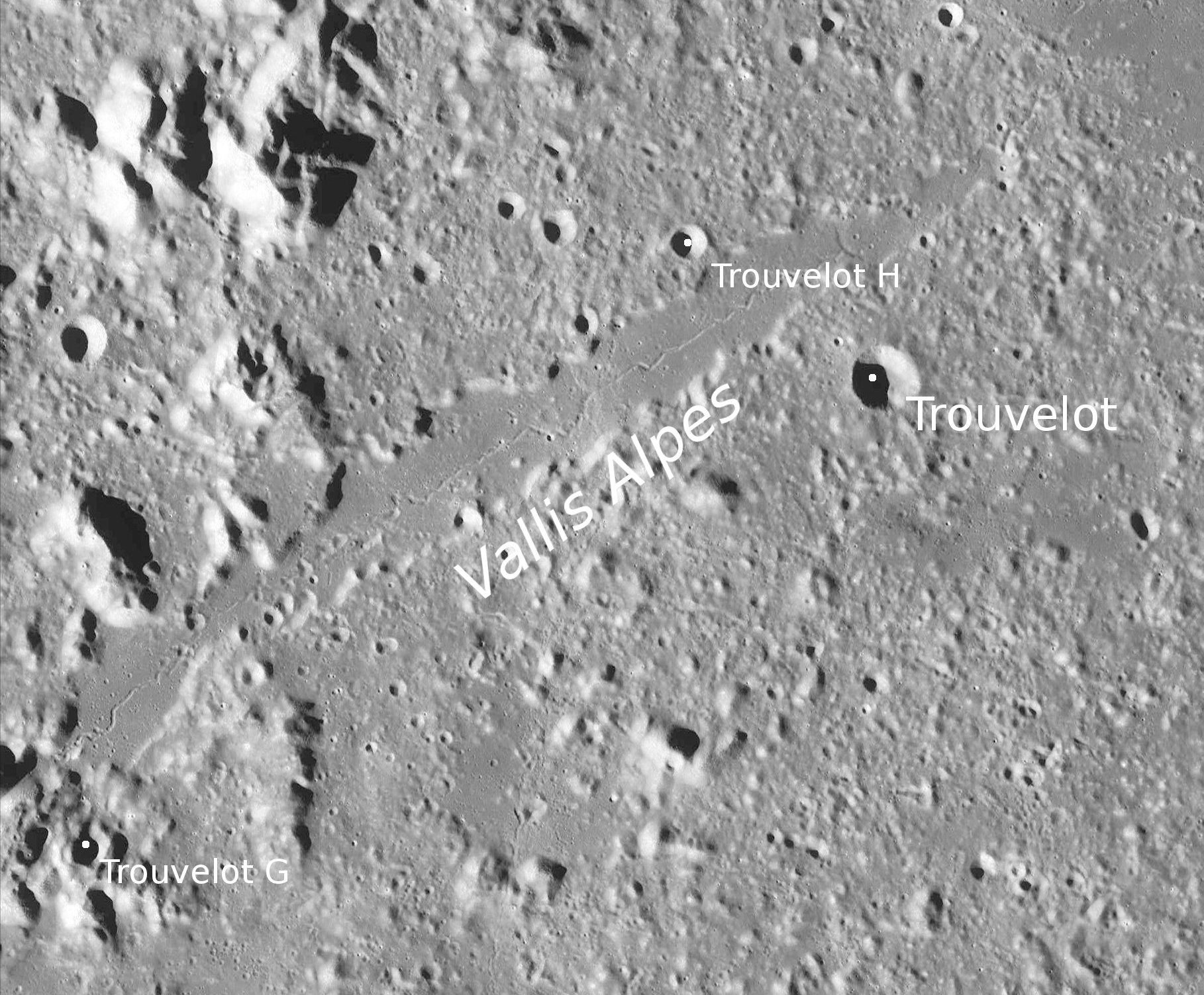
Vallis Alpes

## Cráteres satélite
Los cráteres satélite son pequeños cráteres situados próximos al accidente geográfico principal, recibiendo el mismo nombre que dicho accidente acompañado de una letra mayúscula complementaria (incluso si la formación de estos cráteres es independiente de la formación del accidente principal). 
| Alpes | Coordenadas                   | Diámetro |
| ----- | ----------------------------- | -------- |
| A     | 51°23′N 0°18′O / 51.39, -0.30 | 10.66 km |
| B     | 45°49′N 0°55′O / 45.81, -0.91 | 4.82 km  |